# Związek Latyński
Związek Latyński – związek polityczny trzydziestu plemion autochtonicznych Półwyspu Apenińskiego na czele z Latynami. Utworzony pod koniec VI wieku p.n.e. przetrwał do 496 roku p.n.e., kiedy to został pokonany przez Rzymian w bitwie nad jeziorem Regillus. W roku 493 związek zmuszony został do przymierza z Rzymem i utworzenia nowej Ligi Latyńskiej na zasadzie równorzędności wszystkich członków. Sojusz przetrwał do 340 roku, kiedy wybuchła wojna latyńska. Jej celem było uzyskanie przez Latynów suwerenności. Konflikt zakończył się w 338 roku klęską Związku Latyńskiego. Następstwem tego wydarzenia było całkowite rozwiązanie Związku i zagarnięcie przez Rzym terenów do niego należących.